# Puzeaux
Puzeaux (picardisch: Puzeu) ist eine nordfranzösische Gemeinde mit 279 Einwohnern (Stand 1. Januar 2022) im Département Somme in der Region Hauts-de-France. Die Gemeinde gehört zum Kanton Ham und ist Teil der Communauté de communes Terre de Picardie.

## Geographie
Die Gemeinde liegt rund zwei Kilometer südwestlich von Chaulnes in der Santerre. Das Gemeindegebiet erstreckt sich im Westen bis zur Autoroute A 1 und im Osten bis zur Départementsstraße D1017 (frühere Route nationale 17). Durch den Ort führt die Départementsstraße D337 von Chaulnes nach Nesle, die die D1017 im Croisement de Bel-Air kreuzt. Durch das Gemeindegebiet verlaufen die Bahnstrecke von Amiens nach Laon und die stillgelegte Bahnstrecke von Saint-Just-en-Chaussée nach Douai.

## Geschichte
Die Gemeinde erhielt als Auszeichnung das Croix de guerre 1914–1918.

## Einwohner
| 1962 | 1968 | 1975 | 1982 | 1990 | 1999 | 2006 | 2010 |
| ---- | ---- | ---- | ---- | ---- | ---- | ---- | ---- |
| 203  | 213  | 215  | 206  | 225  | 210  | 240  | 253  |

## Verwaltung
Bürgermeister (maire) ist seit 2008 Bernard Naujoks.